# Penicillium brevicompactum
Penicillium brevicompactum là một loài mốc trong chi Penicillium.
Mycophenolic có thể được chiết tách từ P. stoloniferum.